# Associazione Calcio Reggiana 1970-1971
Questa voce raccoglie le informazioni riguardanti l'Associazione Calcio Reggiana nelle competizioni ufficiali della stagione 1970-1971.

## La stagione
Nella stagione 1970-1971 la Reggiana disputa il girone A di Serie C, con 58 punti ottiene il primo posto e la promozione in Serie B, seconda l'Alessandria con 52 punti. Retrocedono in Serie D la Triestina con 31 punti, il Monfalcone con 26 punti ed il Sottomarina di Chioggia con 25 punti.
Senza un centravanti di ruolo la Reggiana del duo Ezio Galbiati (allenatore) e Giampiero Grevi (direttore) approfitta della disponibilità di Lamberto Boranga a tornare a difendere i pali della porta granata, Luigi Del Grosso saluta definitivamente dopo 15 anni anche se in serie C. La società riacquista Sileno Passalacqua dal Perugia e dal Rovereto preleva l'ala sinistra Alberto Rizzati. Gli addii di Dante Crippa, dello stesso Giampiero Grevi, di Giovanni Fanello, sembrano difficili da far dimenticare. Si punta sui giovani Sergio Zuccheri, Giampietro Spagnolo, ma anche su Bruno Giorgi, Giorgio Vignando, Giuseppe Picella, Silvio Zanon e Franco Galletti.
La Reggiana inizia bene il campionato poi tra novembre e dicembre con la vittoria di Padova e il pari di Alessandria, che sono le due squadre che competono con la Reggiana nella corsa alla promozione si porta in testa. C'è anche il Parma, risalito dalla D, ma un passo indietro. Le vittorie sul Padova, sul Piacenza e sul Venezia, tra aprile e maggio, lanciano i granata verso la vittoria del girone, subisce l'unica sconfitta di tutto il torneo a Treviso (0-1), poi con la vittoria di Trieste il 6 giugno 1971 alla penultima giornata, regala ai suoi tifosi la matematica promozione in Serie B, grazie al gol decisivo di Giampietro Spagnolo. All'ultima con il già retrocesso Monfalcone (3-0) si celebra la festa in casa granata con pacifica e festosa invasione del Mirabello, per salutare il ritorno in Serie B.

## Divise
| Prima divisa |

## Rosa
| N. |                   | Ruolo | Calciatore         |
| -- | ----------------- | ----- | ------------------ |
|    | Italia (bandiera) | P     | Enzo Bandieri      |
|    | Italia (bandiera) | D     | Valeriano Barbiero |
|    | Italia (bandiera) | D     | Roberto Benincasa  |
|    | Italia (bandiera) | P     | Lamberto Boranga   |
|    | Italia (bandiera) | A     | Fabio Borzoni      |
|    | Italia (bandiera) | A     | Carlo Carretta     |
|    | Italia (bandiera) | A     | Claudio Ciceri     |
|    | Italia (bandiera) | A     | Aldo Dallaturca    |
|    | Italia (bandiera) | A     | Walter Frisoni     |
|    | Italia (bandiera) | C     | Franco Galletti    |
|    | Italia (bandiera) | D     | Bruno Giorgi       |

| N. |                   | Ruolo | Calciatore          |
| -- | ----------------- | ----- | ------------------- |
|    | Italia (bandiera) | D     | Diego Malisan       |
|    | Italia (bandiera) | A     | Sileno Passalacqua  |
|    | Italia (bandiera) | C     | Giuseppe Picella    |
|    | Italia (bandiera) | C     | Viscardo Porcari    |
|    | Italia (bandiera) | A     | Alberto Rizzati     |
|    | Italia (bandiera) | A     | Giampietro Spagnolo |
|    | Italia (bandiera) | D     | Roberto Stefanello  |
|    | Italia (bandiera) | C     | Giorgio Vignando    |
|    | Italia (bandiera) | C     | Silvio Zanon        |
|    | Italia (bandiera) | C     | Sergio Zuccheri     |

## Risultati

### Serie C girone A

#### Girone di andata
| Arbitro: | Ambrosio (Napoli) |

|                      |           |  |
| Passalacqua 28’, 54’ | Marcatori |  |

| Legnano 20 settembre 1970 2ª giornata | Legnano          | 0 – 0 | Reggiana | Stadio Comunale\| Arbitro: \| Levrero (Genova) \| |
| Arbitro:                              | Levrero (Genova) |       |          |                                                   |

| Arbitro: | Sgherri (Grosseto) |

|             |           |            |
| Rizzati 29’ | Marcatori | 81’ Maioni |

| Udine 4 ottobre 1970 4ª giornata | Udinese         | 0 – 0 | Reggiana | Stadio Moretti\| Arbitro: \| Canova (Milano) \| |
| Arbitro:                         | Canova (Milano) |       |          |                                                 |

| Arbitro: | Chiapponi (Livorno) |

|                          |           |             |
| Vignando 32’ Rizzati 49’ | Marcatori | 46’ Ferrari |

| Parma 18 ottobre 1970 6ª giornata | Parma           | 0 – 0 | Reggiana | Stadio Ennio Tardini\| Arbitro: \| Lattanzi (Roma) \| |
| Arbitro:                          | Lattanzi (Roma) |       |          |                                                       |

| Arbitro: | Bianchi (Firenze) |

|              |           |  |
| Vignando 67’ | Marcatori |  |

| Lecco 1º novembre 1970 8ª giornata | Lecco            | 0 – 0 | Reggiana | Stadio Mario Rigamonti\| Arbitro: \| Marino (Taranto) \| |
| Arbitro:                           | Marino (Taranto) |       |          |                                                          |

| Arbitro: | Frasso (Capua) |

|                                                               |           |  |
| Rizzati 2’ Spagnolo 8’, 50’ Passalacqua 14’, 66’ Zuccheri 83’ | Marcatori |  |

| Reggio Emilia 15 novembre 1970 10ª giornata | Reggiana         | 0 – 0 | Trento | Stadio Mirabello\| Arbitro: \| Levrero (Genova) \| |
| Arbitro:                                    | Levrero (Genova) |       |        |                                                    |

| Arbitro: | Cantelli (Firenze) |

|               |           |              |
| Sassaroli 22’ | Marcatori | 90’ Spagnolo |

| Arbitro: | Clerico (Chiavari) |

|                              |           |  |
| Rizzati 6’, 28’ Vignando 62’ | Marcatori |  |

| Arbitro: | Porcelli (Lodi) |

|  |           |           |
|  | Marcatori | 48’ Zanon |

| Piacenza 13 dicembre 1970 14ª giornata | Piacenza        | 0 – 0 | Reggiana | Stadio Galleana\| Arbitro: \| Menegali (Roma) \| |
| Arbitro:                               | Menegali (Roma) |       |          |                                                  |

| Arbitro: | Lattanzi (Macerata) |

|             |           |  |
| Rizzati 89’ | Marcatori |  |

| Venezia 3 gennaio 1971 16ª giornata | Venezia          | 0 – 0 | Reggiana | Stadio Pierluigi Penzo\| Arbitro: \| Levrero (Genova) \| |
| Arbitro:                            | Levrero (Genova) |       |          |                                                          |

| Arbitro: | Marino (Taranto) |

|              |           |              |
| Vignando 24’ | Marcatori | 17’ Gambazza |

| Arbitro: | Fuschi (Pescara) |

|                              |           |  |
| Passalacqua 25’ Spagnolo 35’ | Marcatori |  |

| Arbitro: | Lattanzi (Macerata) |

|             |           |                          |
| Zanolla 37’ | Marcatori | 21’ Rizzati 51’ Spagnolo |

#### Girone di ritorno
| Tortona 31 gennaio 1971 20ª giornata | Derthona        | 0 – 0 | Reggiana | Stadio Fausto Coppi\| Arbitro: \| Canova (Milano) \| |
| Arbitro:                             | Canova (Milano) |       |          |                                                      |

| Arbitro: | Moretto (San Donà di Piave) |

|           |           |  |
| Zanon 31’ | Marcatori |  |

| Arbitro: | Lenardon (Siena) |

|  |           |              |
|  | Marcatori | 90’ Spagnolo |

| Arbitro: | Fiorenza (Torre Annunziata) |

|                                 |           |  |
| Vignando 10’ (rig.) Picella 33’ | Marcatori |  |

| Seregno 28 febbraio 1971 24ª giornata | Seregno           | 0 – 0 | Reggiana | Stadio Ferruccio Trabattoni\| Arbitro: \| Bianchi (Firenze) \| |
| Arbitro:                              | Bianchi (Firenze) |       |          |                                                                |

| Arbitro: | Cantelli (Firenze) |

|            |           |  |
| Frisoni 2’ | Marcatori |  |

| Arbitro: | Levrero (Genova) |

|           |           |  |
| Righi 85’ | Marcatori |  |

| Arbitro: | Chiapponi (Livorno) |

|                                    |           |            |
| Stefanello 24’ Vignando 61’ (rig.) | Marcatori | 27’ Jaconi |

| Chioggia 4 aprile 1971 28ª giornata | Sottomarina          | 0 – 0 | Reggiana | Stadio Fratelli Ballarin\| Arbitro: \| Busalacchi (Palermo) \| |
| Arbitro:                            | Busalacchi (Palermo) |       |          |                                                                |

| Arbitro: | Calì (Roma) |

|  |           |              |
|  | Marcatori | 35’ Vignando |

| Reggio Emilia 18 aprile 1971 30ª giornata | Reggiana         | 0 – 0 | Alessandria | Stadio Mirabello\| Arbitro: \| Ciacci (Firenze) \| |
| Arbitro:                                  | Ciacci (Firenze) |       |             |                                                    |

| Solbiate Arno 25 aprile 1971 31ª giornata | Solbiatese     | 0 – 0 | Reggiana | Stadio Felice Chinetti\| Arbitro: \| Trono (Torino) \| |
| Arbitro:                                  | Trono (Torino) |       |          |                                                        |

| Arbitro: | Panzino (Catanzaro) |

|                                       |           |  |
| Barbiero 20’ Spagnolo 40’ Rizzati 65’ | Marcatori |  |

| Arbitro: | Monforte (Palermo) |

|                                  |           |  |
| Vignando 18’ (rig.) Spagnolo 55’ | Marcatori |  |

| Arbitro: | Casarin (Milano) |

|  |           |                               |
|  | Marcatori | 37’, 67’ Frisoni 72’ Spagnolo |

| Arbitro: | Lenardon (Siena) |

|                             |           |                |
| Passalacqua 17’ Rizzati 89’ | Marcatori | 78’ Bellinazzi |

| Arbitro: | Calì (Roma) |

|             |           |             |
| Calloni 49’ | Marcatori | 48’ Frisoni |

| Arbitro: | Menegali (Roma) |

|  |           |              |
|  | Marcatori | 55’ Spagnolo |

| Arbitro: | Lattanzi (Macerata) |

|                                      |           |  |
| Picella 68’ Rizzati 81’ Spagnolo 86’ | Marcatori |  |